# Charles-Marie-Joseph Despine
Charles-Marie-Joseph Despine, anche noto come Carlo Maria Despine (Annecy, 4 dicembre 1792 – Chavanod, 20 febbraio 1859), è stato un politico francese.

## Biografia

Stemma della famiglia Despine

Nato probabilmente il 4 dicembre 1792 (anche se alcune fonti attestano il 5 dicembre), fu Deputato del Regno di Sardegna per sei legislature.